# Stratená
Stratená – słowacka wieś (obec) w powiecie Rożniawa, w kraju koszyckim, nad rzeką Hnilec.
Osada górnicza z początku XVIII wieku. Jej historia powiązana jest z rodziną Csáky, z inicjatywy której w 1723 roku powstała w Stratenie huta metali kolorowych, która przetrwała aż do lat 20. XX wieku. W okolicach wydobywano nikiel, miedź i kobalt.
Obecnie miejscowość ma charakter turystyczny.
W miejscowym kościele powstałym na przełomie XVIII i XIX wieku znajduje się rzeźba wykonana w pracowni Mistrza Pawła z Lewoczy (słow. Majster Pavol z Levoče).
W administracyjny skład miejscowości Stratená wchodzi także osada Dobszyńska Jaskinia Lodowa (słow. Dobšinská Ľadová Jaskyňa), w której znajduje się jaskinia o tej samej nazwie.